# سردجان لوتشن
سردجان لوتشن (بالرومانية: Srgian Luchin)‏ (4 مارس 1986 بتيميشوارا في رومانيا - ) هو لاعب كرة قدم روماني في مركز قلب الدفاع. شارك مع منتخب رومانيا تحت 21 سنة لكرة القدم ومنتخب رومانيا لكرة القدم. أما مع النوادي، فقد لعب مع بولتيهنيكا تيميسوارا ودينامو بوخارست وسي إف آر كلوج وليفسكي صوفيا ونادي بوتيف بلوفديف ونادي ستيوا بوخارست ونادي فيتورول كونستانتا وFC Politehnica II Timișoara ‏ ونادي أولمبيا ساتو ماري ‏ وبولي تيميشوارا ‏.

## وصلات خارجية
- سردجان لوتشن على موقع الاتحاد الأوربي (الإنجليزية)
- سردجان لوتشن على موقع قاعدة بيانات كرة القدم.إي يو (الإنجليزية)
- سردجان لوتشن على موقع ناشيونال فوتبول تيمز (الإنجليزية)
- سردجان لوتشن على موقع Soccerbase.com (لاعب) (الإنجليزية)
- سردجان لوتشن على موقع Soccerway.com (الإنجليزية)
- سردجان لوتشن على موقع عالم كرة القدم.نت (الإنجليزية)
- سردجان لوتشن على موقع AS.com (الإسبانية)